# یاکوب دبلیو. میلر
یاکوب دبلیو. میلر (به انگلیسی: Jacob W. Miller) سناتور سابق عضو حزب ویگ بود. وی در سال ۱۸۴۱ تا ۱۸۵۳ میلادی سناتور ایالت نیوجرسی در سنای ایالات متحده آمریکا بود.